# کیمبرلی جی براون
کیمبرلی جی براون (انگلیسی: Kimberly J. Brown؛ زادهٔ ۱۶ نوامبر ۱۹۸۴) یک هنرپیشه اهل ایالات متحده آمریکا است. وی از سال ۱۹۸۹ میلادی تاکنون مشغول فعالیت بوده‌است.
از فیلم‌ها یا برنامه‌های تلویزیونی که وی در آن نقش داشته است می‌توان به  آرام باش و پایین آوردن خانه اشاره کرد.